# Tromotriche baylissii
Tromotriche baylissii är en oleanderväxtart som först beskrevs av Leslie Larry Charles Leach, och fick sitt nu gällande namn av P.V. Bruyns. Tromotriche baylissii ingår i släktet Tromotriche och familjen oleanderväxter. Inga underarter finns listade i Catalogue of Life.